# Ulrich Pietzsch

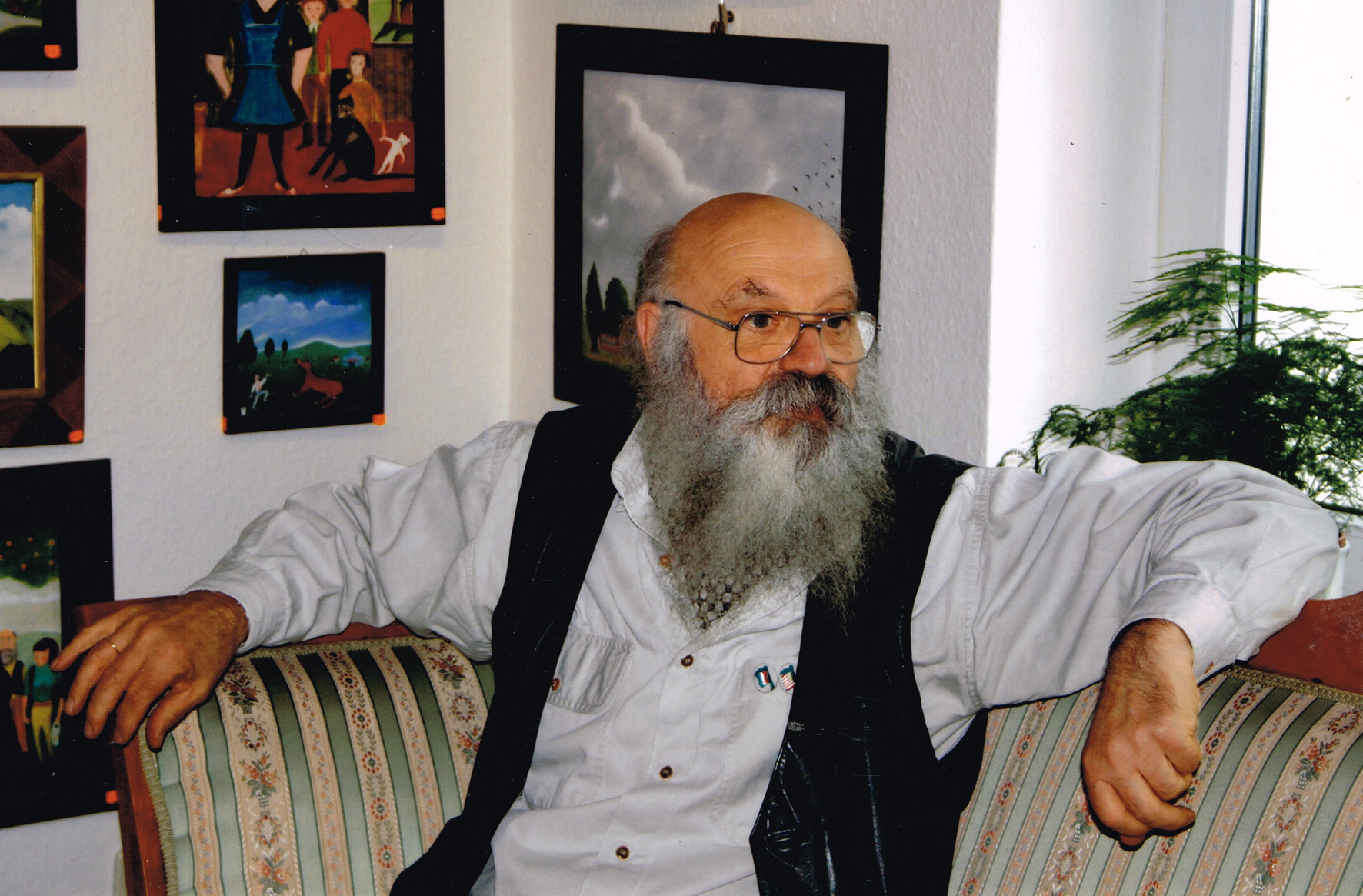
Ulrich Pietzsch

Ulrich Pietzsch (* 12. Februar 1937 in Oberwartha) ist ein deutscher Maler und Autor.

## Leben
Pietzsch ist der Sohn eines Angestellten und Kleinhändlers. Von 1943 bis 1951 besuchte er Schulen in Oberwartha und Cossebaude. Anschließend absolvierte er eine Landwirtschaftslehre in Ebersbach und Pillnitz und arbeitete von 1953 bis 1954 als Montagearbeiter in Dresden. Danach trat er ein Volontariat bei der Zeitung Der freie Bauer an und war dort als Assistent und Hilfsredakteur tätig. Nach bestandener Sonderreifeprüfung studierte er von 1959 bis 1964 Philosophie an der Humboldt-Universität zu Berlin. Während des Studiums lernte er Wolf Biermann kennen und unterstützte ihn beim Ausbau eines Kinos zu einem Theater, wo Biermann sein Stück Berliner Brautgang aufführen lassen wollte. Dieses wurde jedoch vor der Premiere verboten. Pietzsch arbeitete von 1964 bis 1966 als Redakteur für die „Neue Berliner Illustrierte“. Im Ergebnis des 11. Plenums des ZK der SED 1965 wurde er zusammen mit Klaus Schlesinger, Jean Villain und Alfred Marquardt fristlos entlassen. Grund war seine Freundschaft mit Biermann.
Von 1967 bis 1976 arbeitete Pietzsch als Wissenschaftlicher Mitarbeiter in der Sektion für Ästhetik und Kunstwissenschaften an der Berliner Humboldt-Universität. Die Verteidigung seiner 1977 fertiggestellten Dissertation unterließ er aus Protest gegen die Ausbürgerung Wolf Biermanns. Er war außerdem als Theaterkritiker für Berliner Rundfunk und die Zeitschrift „Theater der Zeit“ tätig sowie als Fernsehautor und Verfasser von Büchern. Sein erstes Buch, Feinde, das die Inszenierungstechniken des Regisseurs Wolfgang Heinz dokumentierte, erschien 1969. In erster Ehe war er mit Erika Dahmke verheiratet, mit der er einen 1963 geborenen Sohn hat. 1970 heiratete Pietzsch Lydia Wolgina, ehemalige 1. Ballerina der Staatsoper Berlin, und betätigte sich danach im Themenbereich Ballett als Kritiker, Filmschaffender, Übersetzer und Herausgeber.
Ab 1976 wirkte Pietzsch als autodidaktischer Bildermaler. Er beendete seine Arbeit als Kritiker und lebte zurückgezogen in Wandlitz. Er malte Szenen aus seiner Umwelt, Genrebilder und Stillleben. Ab 1978 stellte er seine Werke aus, unter anderem in der Galerie Berlin des Staatlichen Kunsthandels der DDR und im Museum der agraren Produktivkräfte in Wandlitz. 1982 beantragte er zusammen mit seiner Frau die Ausbürgerung aus der DDR und reiste im gleichen Jahr in die BRD aus. Danach lebten sie im Bezirk Kreuzberg, ab 1987 im Landkreis Lüchow-Dannenberg. Pietzsch wirkte weiterhin als Maler und stellte regelmäßig aus, insgesamt zeigte er seine Bilder auf 60 Einzelausstellungen (Stand 2009). Außerdem schrieb er Erzählungen, Tagebücher und Gedichte.
Pietzsch lebt und arbeitet in Kukate, Wendland.

## Werk
Mitte der 1970er beendete Pietzsch seine bisherigen Tätigkeiten als Theaterkritiker, Wissenschaftler, Buchautor und Filmemacher, um sich der Bildmalerei widmen zu können. Er nannte sich „Der Bildermaler“ und kam, laut eigener Aussagen, von einem fremdbestimmten Leben zu einem Dasein, das ihm in der meisten Zeit eine unbegrenzte Freiheit im Schöpfungsdrang ermöglichte. Neben Bildern, Aquarellen und Pastellen sind neuerdings auch Acrylbilder und Ölpapierarbeiten entstanden. Er hatte (bis 2015) 75 Personalausstellungen in Galerien, Museen und Institutionen im In- und Ausland.
Neben der Malarbeit hat er immer geschrieben, auch Gedichte. Sein Geschichtenbuch „Verdammte Heimat“ fand Beachtung. Er legte ein Buch mit dem Titel „Aufs richtige Pferd gesetzt“ vor. Humorige Episoden und Geschichten zeigen, wie es in seinem Malerleben zuging, was er mit Galeristen, Museumsleuten, Generaldirektoren, Bildersammlern, Ausstellungsmachern, Künstlerkollegen und – nicht zuletzt – mit seinem Publikum erlebte. Dr. Manfred Fortmann gab einen Bildband über den Maler heraus. Er selbst verfasste die Lebensgeschichte seiner Frau und schrieb über seine Kindheit.

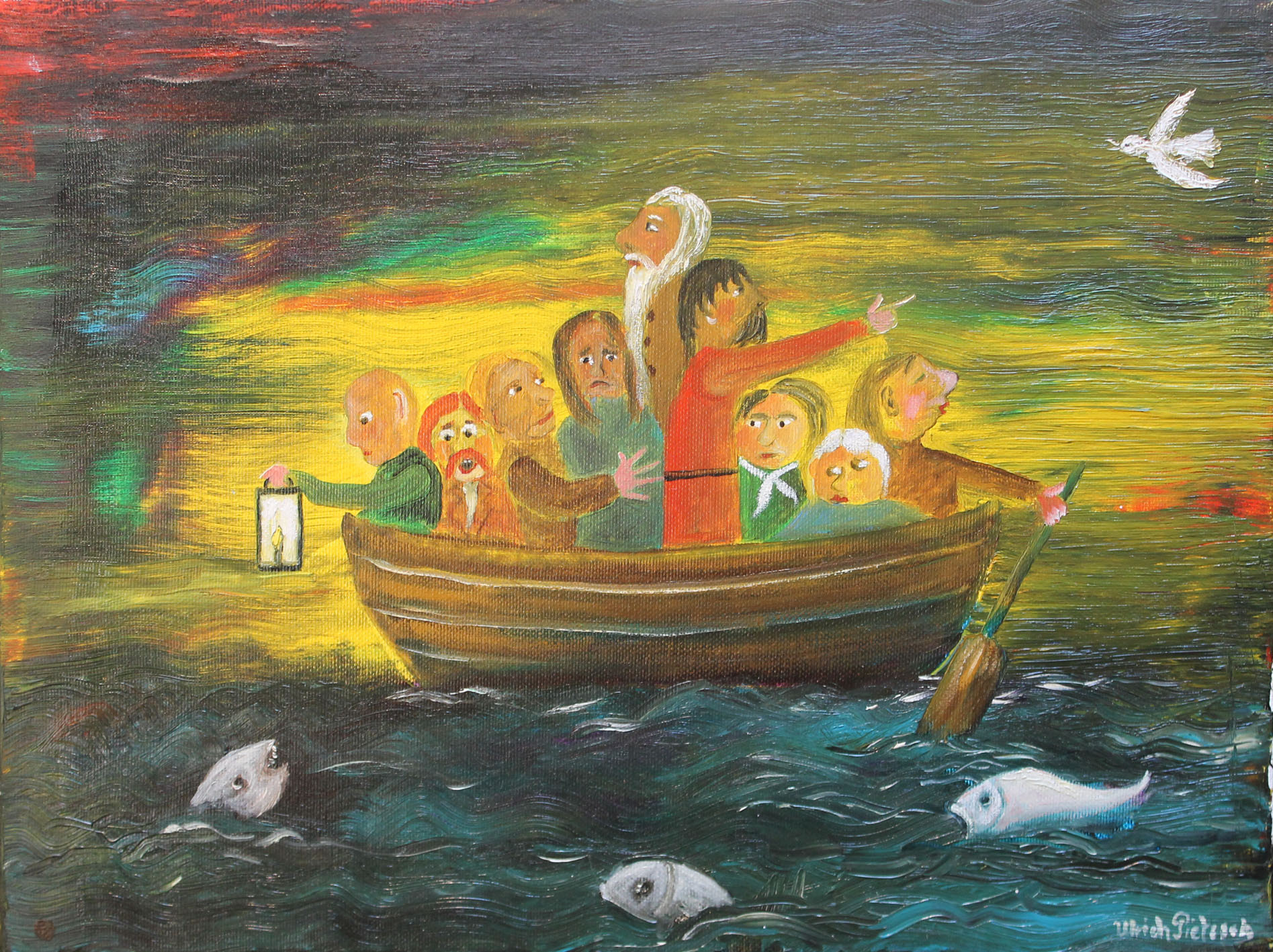
Auf See (Ölbild)
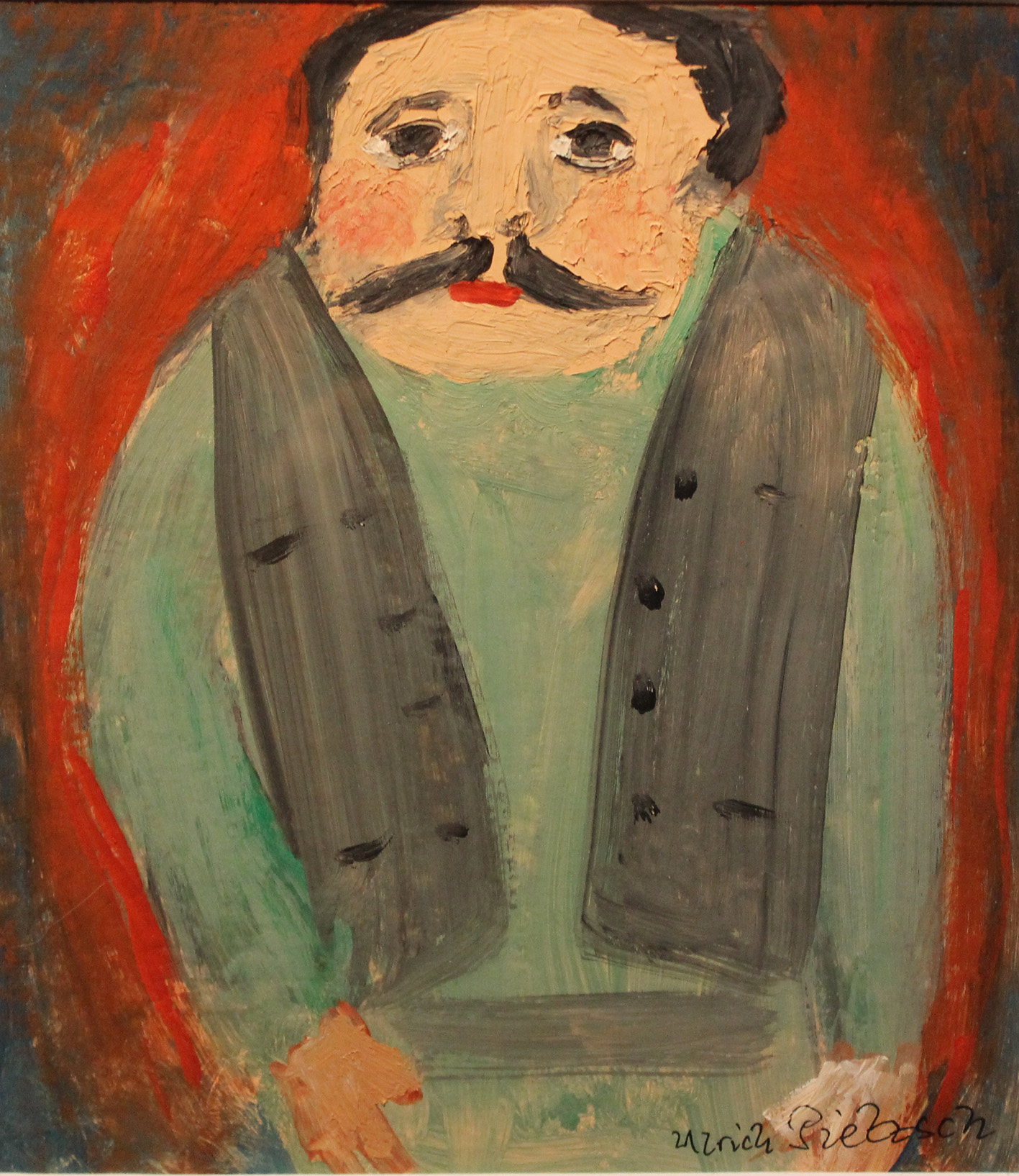
Portrait (Ölbild)
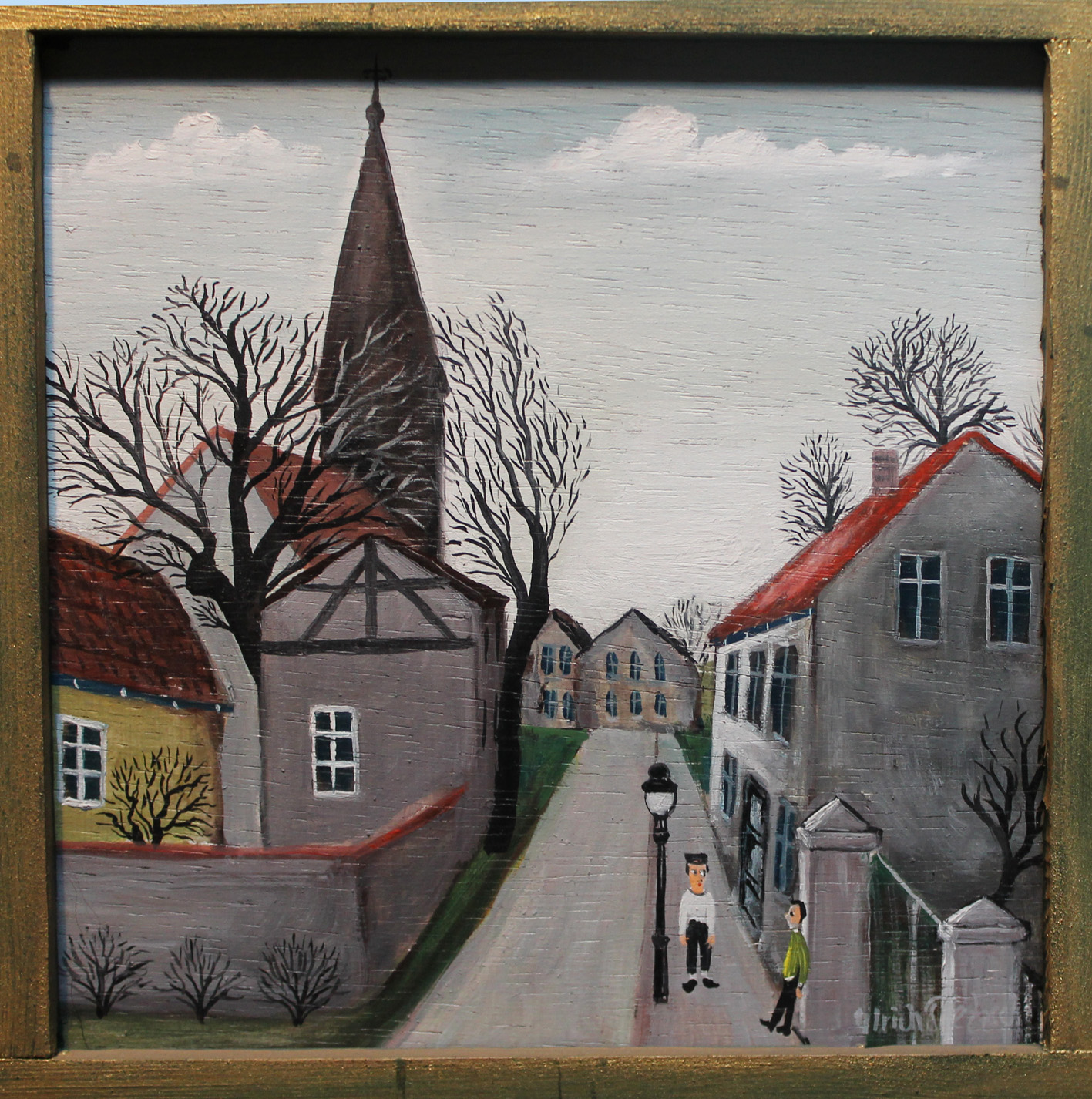
Kleinstadt (Ölbild)
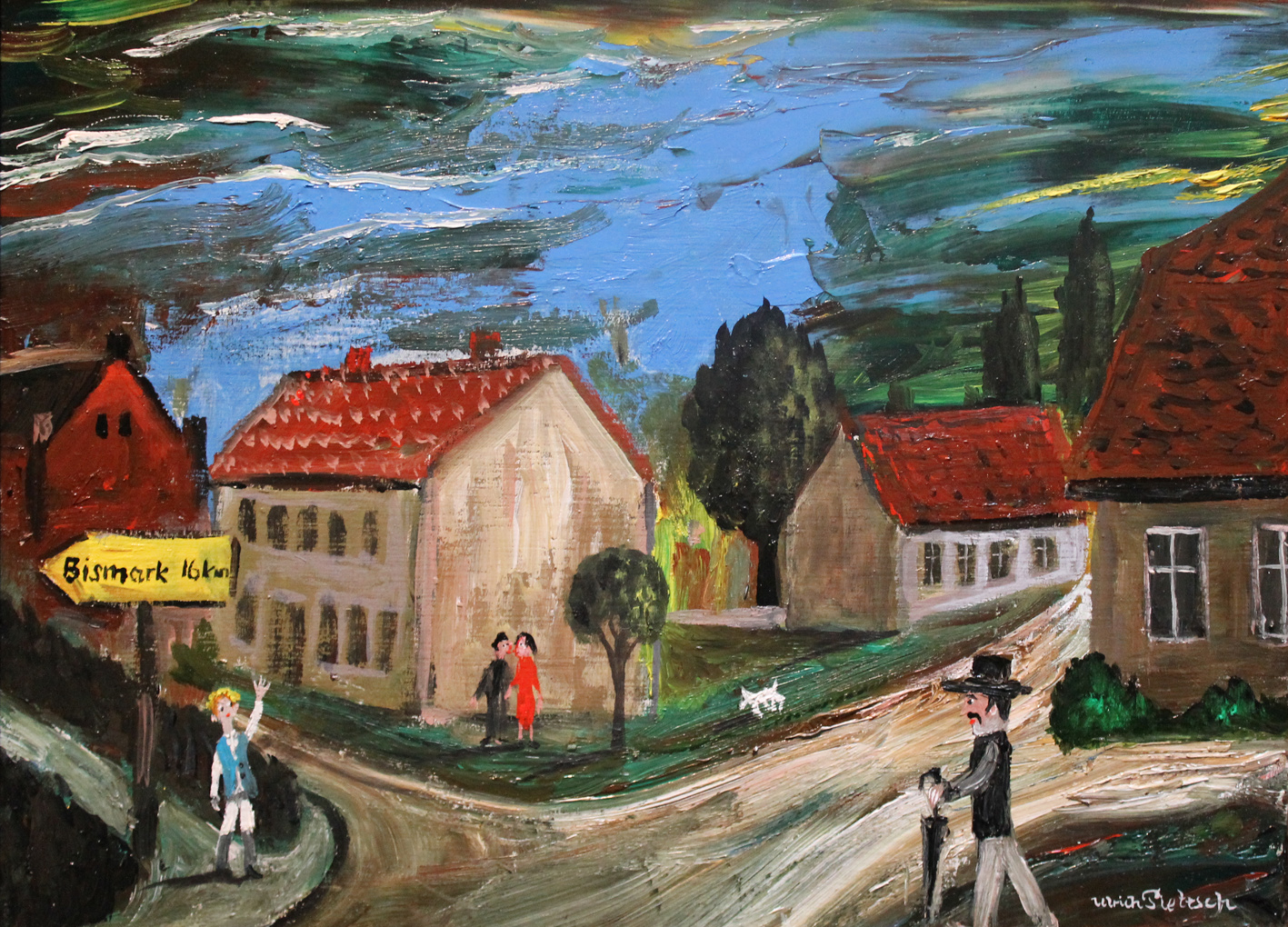
Kleinstadt (Ölbild)
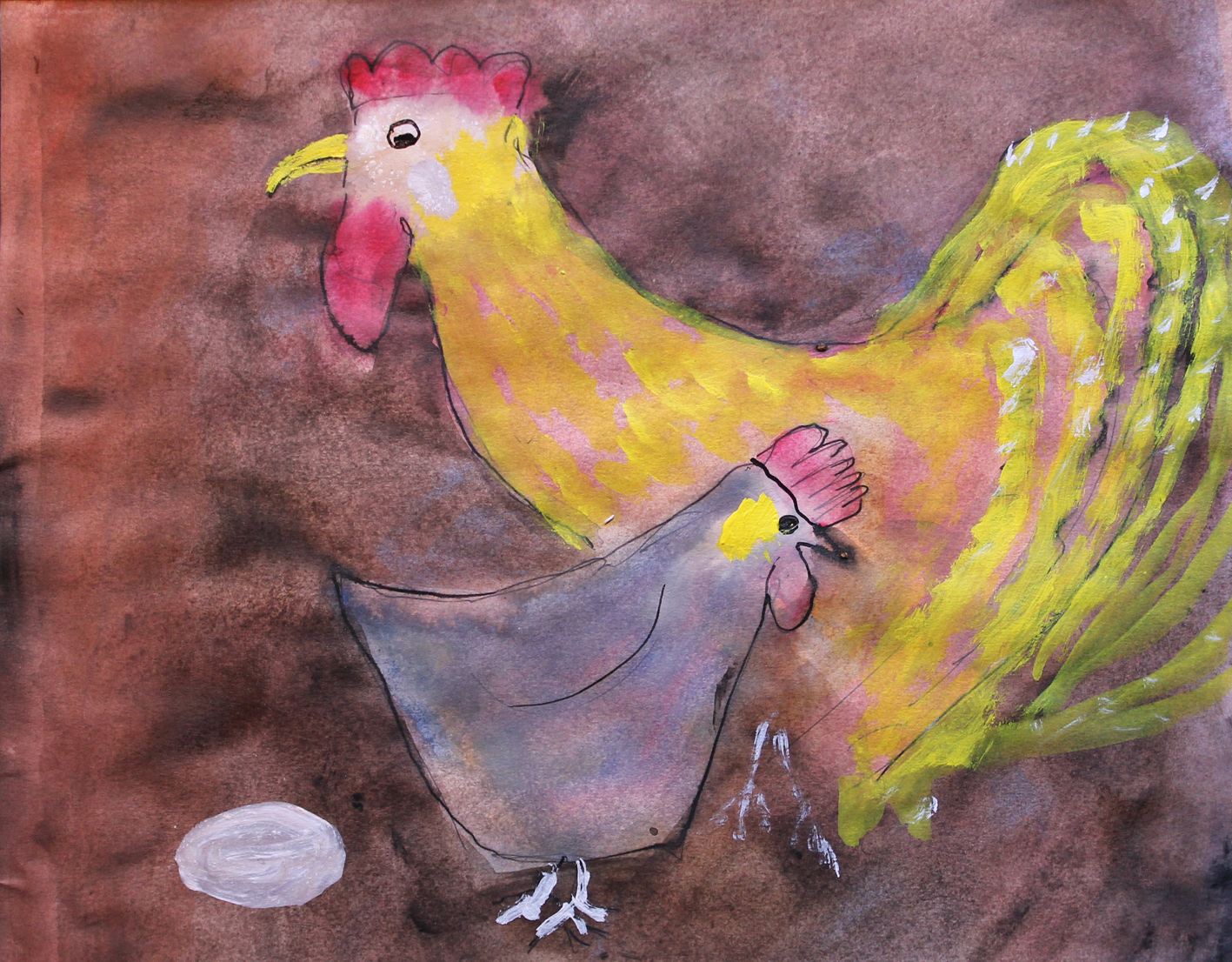
Hahn und Henne (Ölbild)
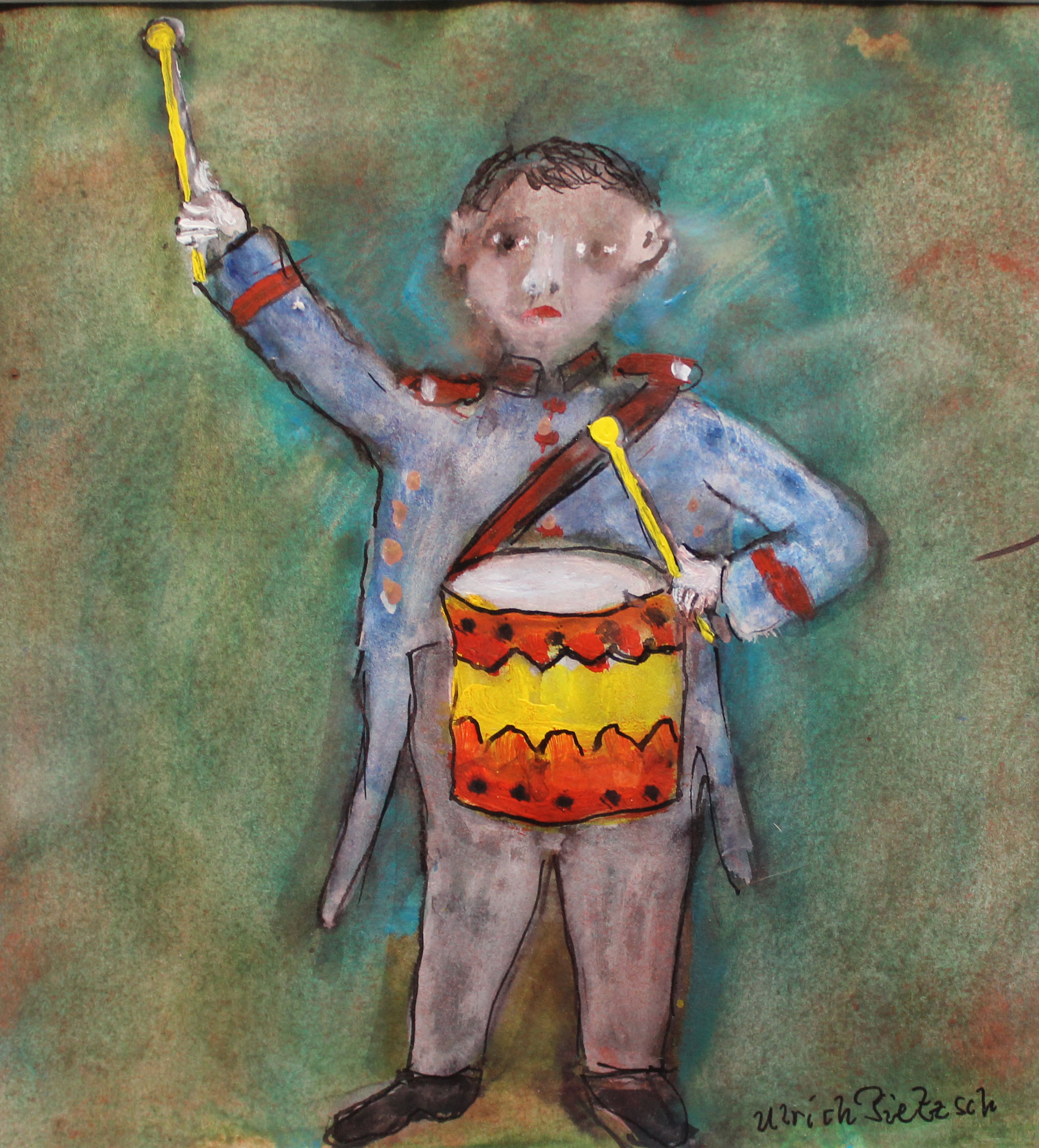
Zirkus
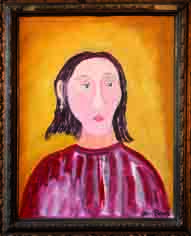
Portrait Lydia

## Literarische Werke
- Feinde. Wolfgang Heinz inszeniert Gorki, Modellbuch Deutsches Theater Berlin, 1969, Henschelverlag Berlin[3]
- Michail Fokin: Gegen den Strom, Herausgabe und Übersetzung, zusammen mit Lydia Wolgina,  Berlin 1974, Henschelverlag Berlin[3]
- Die Welt des Tanzes in Selbstzeugnissen, Herausgabe, zusammen mit Lydia Wolgina, Berlin 1977, Henschelverlag Berlin[3]
- Verdammte Heimat, Geschichtenband, Muschkeverlag, Berlin, 1984[3]
- Berlin über die Dörfer, eigene Bilder und Verse, Muschkeverlag Berlin, 1985[3]
- Herzblätter, Bilderkatalog, Eigenverlag, 1993[3]
- Aufs richtige Pferd gesetzt, Geschichtenband, Verlag Stock & Stein Schwerin, 2005[3]
- Bilderkatalog zum 70., Verlag Stock& Stein, Schwerin, 2007[3]
- Der kleine Wadenbeißer, eine Kindheit zwischen Oberwartha und Dresden, Husum Verlag, Husum, 2015[3]
- Der Bildermaler Ulrich Pietzsch Werkverzeichnis I 1976 bis 2017, Selbstverlag, 2015[3]
- Meine Frau, die Ballerina LebensSprünge, Biographie Lydia Wolgina", Selbstverlag, 2016[3]
- Meine Frau, die Ballerina, Bildband Lydia Wolgina, Selbstverlag, 2017[3]
- Der junge Traumtänzer, Autobiographie Ulrich Pietzsch 1949 bis 1976, Copyright Ulrich Pietzsch, 2019[3]
- Vom Anfang einer Opernliebe Erinnerungen an die Sängerelite der Staatsoper Dresden 1949 bis 1954, Dresdner Verlag Holger Oertel, 2019[3]
- Die Kunstsprache des klassischen Balletts, Florian Noetzel Verlag, 2023[3]
- Es hat sich so gefügt, Tagebücher von 1976 - 1980, Selbstverlag, 2024[3]

## Ausstellungen
- 1977: Kulturbund Fontane-Club Brandenburg
- 1978: Galerie Kühl, Dresden
- 1979: Staatlicher Kunsthandel der DDR
- 1980: Museum für Landwirtschaft Wandlitz/Mark; Staatlicher Kunsthandel der DDR
- 1981: Kunstdienst der Evangelischen Kirche Berlin
- 1982: Galerie der Europäischen Akademie Berlin (West)
- 1983: Handelsakademie Kitzbühel/Österreich; Galerie Marianne Kühn, Köln
- 1984: Galerie 1003 Rathaus Berlin-Wilmersdorf; Institut für intereuropäische Studien Berlin; Kleine Galerie Deutschlandhaus Berlin
- 1985: Galerie Brigitte Wölffer, Berlin; Galerie der Europäischen Akademie Berlin; Wissenschaftszentrum Berlin
- 1986: Galerie im Kulturzentrum Wolfsburg
- 1987: Galerie Krankenheim Tempelhof Berlin; Museumsdorf Lübeln, Wendland; Foyer Rathaus Kreuzberg Berlin; Galerie Lippeck Berlin-Hermsdorf; Deutschland-Information Berlin
- 1988: Amtshaus Bad Neustadt/Rhön; Galerie Kunstamt Steglitz Berlin; Volksbank Hitzacker; ab 1988 jährliche Pfingstausstellungen im Atelier in Salderatzen
- 1989: Galerie Ancora Nieblum/Insel Föhr; Museumsdorf Lübeln, Wendland;
- 1991: Galerie Rathaus Tempelhof Berlin
- 1993: Altmärkisches Museum Stendal; Galerie GEHAG-Forum Berlin
- 1994: Museum Soltau
- 1995: Johann-Friedrich-Danneil-Museum Salzwedel
- 1995/96: Galerie Meyer, Lüneburg
- 1996: Museum für Sächsische Volkskunst, Dresden (Retrospektive); Musikwoche Hitzacker, Kurhaus
- 1997: Galerie GEHAG-Forum Berlin (zum 60. Geburtstag); Galerie im Klostergang, Museum Arendsee
- 1998: Galerie Kreismuseum Osterburg
- 1999: Turmgalerie, Museum Festung Dömitz
- 2001: Museum des Landkreises Diepholz-Syke
- 2002: Galerie der Europäischen Akademie Berlin zum 20-jährigen Jubiläum der ersten Ausstellung im Westen und zum 65. Geburtstag; Freydanksche Villa Stadt- und Kreisbibliothek Salzwedel
- 2003: Galerie Rathaus Dannenberg/Elbe; Galerie Hopke, Freienhagen bei Berlin; Dorfkirche Prenden bei Berlin; Galerie GEHAG-Forum Berlin
- 2004: Kunstverein e.V. Talstraße Halle; Lohgerber-Kreis und Stadtmuseum Dippoldiswalde; Galerie Hopke, Freienhagen bei Berlin; Galerie Wassermühle Prisser (Dannenberg/Elbe)
- 2005: Galerie Hopke, Freienhagen bei Berlin; Galerie Wassermühle Prisser(Dannenberg/Elbe)
- 2006: Galerie Hopke, Freienhagen bei Berlin
- 2007: Kreishaus Lüchow – Dannenberg zum 70. Geburtstag; Lohgerber – Stadt und Kreis Museum Dippoldiswalde zum 70; Galerie GEHAG-Forum Berlin zum 70; Galerie Hopke Freienhagen bei Berlin
- 2008: Kreissparkasse Uelzen Lüchow-Dannenberg zur 850 - Jahrfeier von Lüchow; Sommersalon Kunstverein Schloss Wiligrad bei Schwerin
- 2009: Städtische Galerie Wollhalle Güstrow; Galerie Hopke Freienhagen bei Berlin
- 2010: Galerie GEHAG – Forum Berlin, zusammen mit Klaus Schweier und Uwe Tabatt
- 2011: „La Galeria“, Lüchow; Galerie Rathaus Dannenberg/Elbe
- 2012: Kunsthaus „Der Giebel“, Tangermünde; Museum Festung Dömitz, Galerie Hauptwache; Stadtbibliothek Uelzen
- 2013: Kunsthaus „Der Giebel“ Tangermünde; Galerie Meyer Lüneburg; Lion Club Salzwedel
- 2014: Kunstverein Rostock; ZeitkunstGalerie Halle (Saale)
- 2015: Distanz und Sehnsucht. Anklam - Nikolaikirche; Ost-West-Forum, Gut Gödelitz
- 2016: Museum Waldemarturm Dannenberg; Heimatmuseum Cossebaude; Kunsttenne e. V. Damnatz
- 2017: Im „Lässig“ im Hundertwasser-Bahnhof Uelzen; Kulturverein Klein Breese e.V. (zum 80. Geburtstag)
- 2019: Galerie „ebe“ Parchim; Salongalerie „Die Möwe“ Berlin

## Auszeichnungen
- 1983: Preisträger des Hörspiel- und Erzählwettbewerbs der Stiftung Ostdeutscher Kulturrat Bonn